# Physcomitrium hemisphaericum
Physcomitrium hemisphaericum là một loài Rêu trong họ Funariaceae. Loài này được Thér. & P. de la Varde mô tả khoa học đầu tiên năm 1917.